# Turkmenistan na letnich igrzyskach olimpijskich
Turkmenistan wystartował we wszystkich letnich IO od igrzysk w Atlancie w 1996. Reprezentowany był przez 33 sportowców (18 mężczyzn i 15 kobiet). Turkmenistan był jedynym krajem wchodzącym w skład dawnego Związku Radzieckiego, który do roku 2021 nie zdobył żadnego medalu na igrzyskach olimpijskich. Passę występów bez sukcesów przełamała w Tokio Polina Guryeva zdobywając srebrny medal w podnoszeniu ciężarów w kategorii do 59 kg.

## Klasyfikacja medalowa
| Igrzyska            | Złoto | Srebro | Brąz | Razem |
| ------------------- | ----- | ------ | ---- | ----- |
| 1996 Atlanta        | 0     | 0      | 0    | 0     |
| 2000 Sydney         | 0     | 0      | 0    | 0     |
| 2004 Ateny          | 0     | 0      | 0    | 0     |
| 2008 Pekin          | 0     | 0      | 0    | 0     |
| 2012 Londyn         | 0     | 0      | 0    | 0     |
| 2016 Rio de Janeiro | 0     | 0      | 0    | 0     |
| 2020 Tokio          | 0     | 1      | 0    | 0     |
| Razem               | 0     | 0      | 0    | 0     |